# جوردن سميث (ممثل)
جوردن سميث (بالإنجليزية: Jordan Patrick Smith)‏ هو ممثل أسترالي، ولد في 1989 في المملكة المتحدة. بدأ مشواره المهني سنة 2006.

## أعمال

### أفلام
- (2014) غير مكسور[4]

### مسلسلات
- فايكنغز

## وصلات خارجية
- جوردن سميث على موقع IMDb (الإنجليزية)
- جوردن سميث على موقع ألو سيني (الفرنسية)
- جوردن سميث على موقع قاعدة بيانات الفيلم (الإنجليزية)